# Rally Bohemia 2009

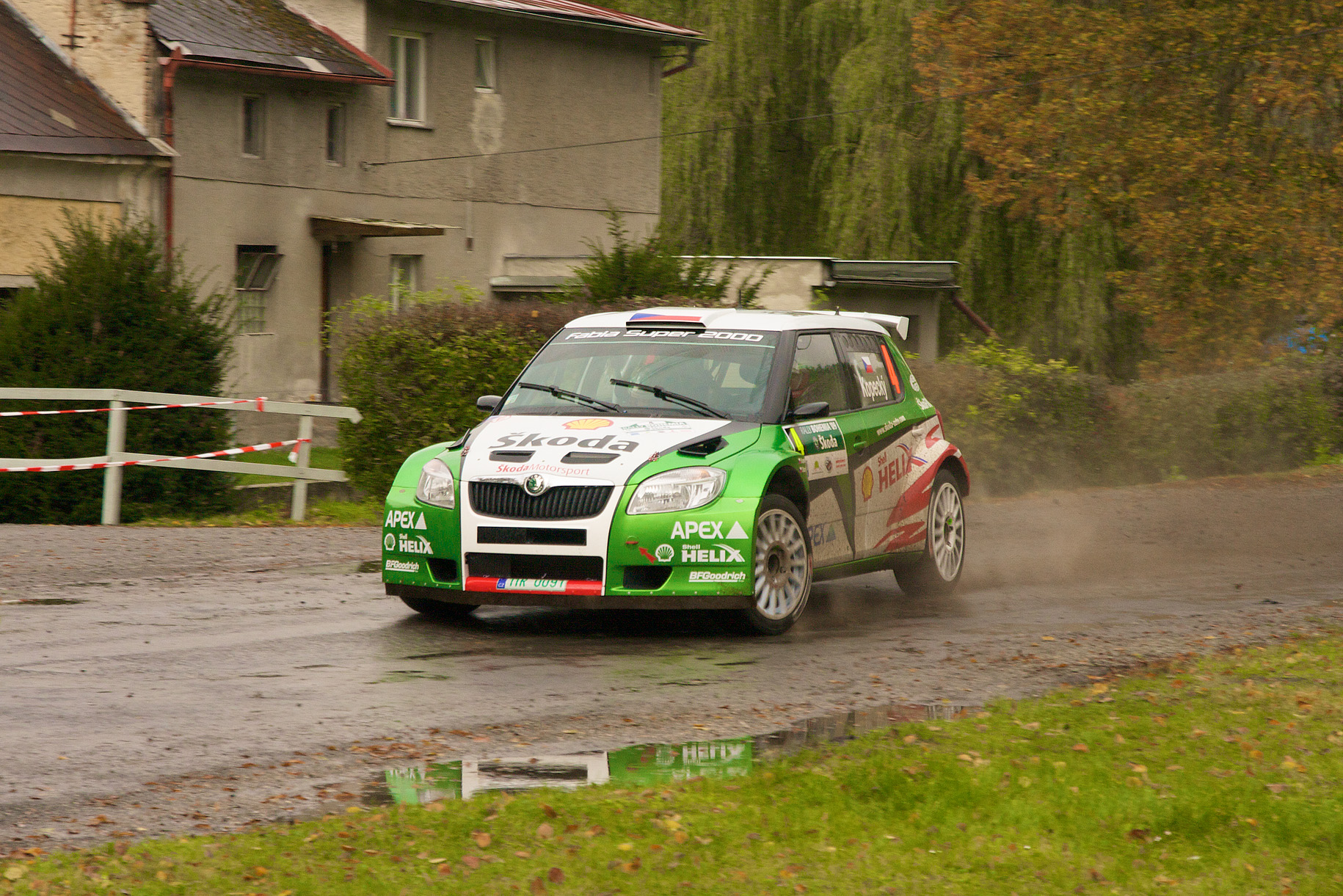
Jan Kopecký se Škodou Fabia S2000

Rally Bohemia 2009 (XXXVI. Rally Bohemia) byla 36. ročníkem automobilové soutěže Rally Bohemia. Odehrála se 16. – 17. října 2009. Soutěž byla součástí Mezinárodního mistrovství České republiky v rallye a FIA Evropského poháru Rally region Central.
Aby se Bohemie mohl zúčastnit domácí tým Škoda Motorsport, bylo rozhodnuto přesunout konání 36. ročníku soutěže z tradičního letního termínu do druhé poloviny října. Podzimní počasí soutěži nepřálo, velkou část jezdců odradilo, účast byla historicky nejnižší - 49, sněhová kalamita měla na svědomí vypuštění některých erzet, jejich počet byl taktéž historicky nejnižší (5), stejně jako počet kilometrů (222,81).
Se sněhem si nejlépe poradil Fin Juho Hänninen na tovární Fabii S2000.

## Průběh soutěže
Od počátku soutěži dominoval Juho Hänninen, za ním se v pátek (RZ „Staroměstská“ v Mladé Boleslavi) umístil Jan Kopecký, Roman Kresta a Václav Pech, v sobotu (v prvním ze tří průjezdu průjezdu RZ „Vinec“) se na třetí místo vyhoupl Nor Andreas Mikkelsen, naopak Kresta vylomil zadní kolo a dojel do cíle jen s obtížemi a ztrátou, kterou musel v dalších průjezdech umazávat. Poslední rychlostní zkouška („Sosnová“, prodloužená na dvojnásobný počet kol) nepřinesla na vedoucích místech žádné změny.

## Výsledky

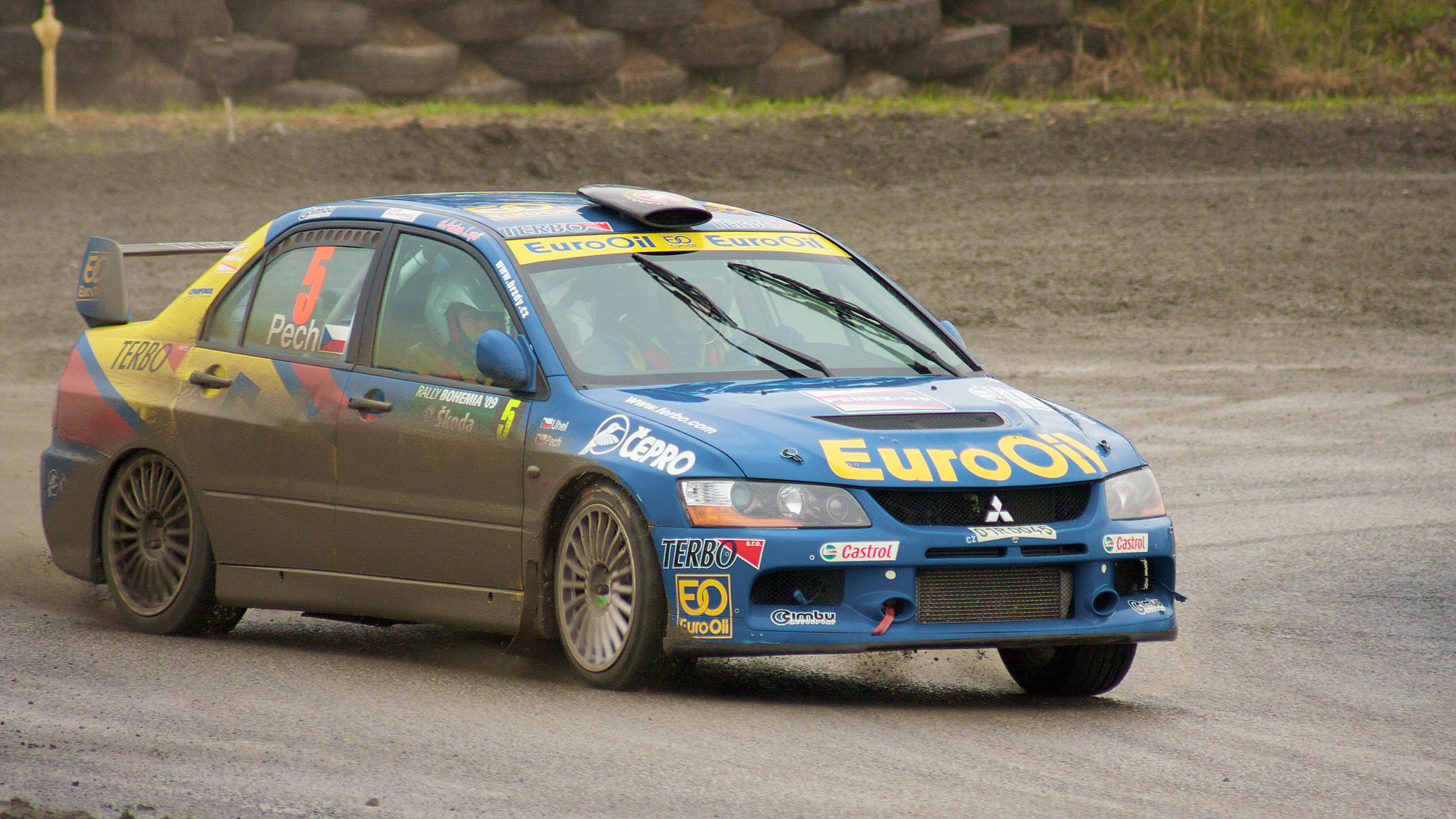
Václav Pech

| Umístění | St. č. | Posádka                         | Vůz                        | Skupina | Čas         |
| -------- | ------ | ------------------------------- | -------------------------- | ------- | ----------- |
| 1.       | 1      | Hänninen Juho Markkula Mikko    | Škoda Fabia S2000          | N/4     | 35:19,4 min |
| 2.       | 4      | Kopecký Jan Starý Petr          | Škoda Fabia S2000          | N/4     | +0:14,4 min |
| 3.       | 2      | Mikkelsen Andreas Floene Ola    | Škoda Fabia S2000          | N/4     | +0:59,3 min |
| 4.       | 5      | Pech Václav Uhel Petr           | Mitsubishi Lancer Evo IX   | N/4     | +1:22,5 min |
| 5.       | 7      | Tarabus Jaromír Trunkát Daniel  | Fiat Grande Punto S2000    | N/4     | +1:32,4 min |
| 6.       | 26     | Sýkora Jan Škardová Martina     | Mitsubishi Lancer Evo IX   | N/4     | +1:39,4 min |
| 7.       | 14     | Orsák Jaroslav Vajík Karel      | Mitsubishi Lancer IX       | N/4     | +1:50,8 min |
| 8.       | 8      | Štajf Vojtěch Dolečková Marcela | Subaru Impreza WRX STi N14 | N/4     | +1:54,8 min |
| 9.       | 9      | Arazim Václav Gál Julius        | Mitsubishi Lancer Evo IX   | N/4     | +2:29,3 min |
| 10.      | 3      | Kresta Roman Gross Petr         | Peugeot 207 S2000          | N/4     | +2:36,0 min |